# Тыва (приток Верхней Лупьи)
Тыва — река в России, течёт по территории Ленского района Архангельской области. Является правым притоком реки Верхняя Лупья (бассейн Северной Двины).
Длина реки составляет 25 км.

## География
Начинается на окраине одноимённого посёлка. У истока реку пересекает железная дорога Котлас — Микунь. Основное направление течения — юго-восток. Устье реки находится в 115 км по правому берегу реки Верхняя Лупья.
Притоки (км от устья):
- 6 км: река Скырлос;
- 16 км: река Березовый.

## Данные водного реестра
По данным государственного водного реестра России относится к Двинско-Печорскому бассейновому округу, водохозяйственный участок реки — Вычегда от города Сыктывкар и до устья, речной подбассейн реки — Вычегда. Речной бассейн реки — Северная Двина.
Код объекта в государственном водном реестре — 03020200212103000024068.